# Yokohama F. Marinos
El Yokohama F. Marinos és un club de futbol japonès de la ciutat de Yokohama.

## Història
Originàriament, el club es va formar com Nissan Motors FC, l'equip de la companyia Nissan, amb seu a Yokohama. L'equip va ascendir a la Segona divisió en 1976 i a la Japan Soccer League en 1982. Des de llavors, l'equip ha estat en la màxima categoria del futbol japonès. A finals dels anys 80 el club era el més fort del Japó. En 1988 va guanyar la JSL. L'any següent van repetir títol a més de coronar-se campions de la Copa de l'Emperador i la Copa JLS. En 1992 i 1993 va guanyar la Recopa asiàtica de futbol. Amb la creació de la Lliga japonesa de futbol, el club va ser membre fundador i l'1 d'abril de 1992 va canviar el nom pel de Yokohama Marinos. El 1998 es fusionà amb el Yokohama Flügels i afegí la lletra F al seu nom per representar aquest fet. Per tant, el seu nom des de llavors és el de Yokohama F. Marinos. Els seus majors èxits des de la fusió han estat els campionats de lliga de 2003 i 2004 i el títol de copa de 2013.

## Futbolistes destacats
| - Kazushi Kimura 1981-1994 - Shigetatsu Matsunaga 1985-1995 - Tetsuji Hashiratani 1987-1992 - Takuya Jinno 1989-1995 - Masami Ihara 1990-1999 - Takahiro Yamada 1991-1997 - Toshinobu Katsuya 1991-1993 - Norio Omura 1992-2001 - Daijiro Takakuwa 1992-1996 i 2007-2008 - Satoru Noda 1993-1998 - David Bisconti 1993-1996 - Gustavo Zapata 1993-1996 - Ramón Díaz 1993-1995 - Yoshiharu Ueno 1994-2007 - Akihiro Endō 1994-2005 - Yoshikatsu Kawaguchi 1994-2001 | - Ramón Medina Bello 1994-1995 - Naoki Matsuda 1995-2010 - Alberto Acosta 1995-1996 - Néstor Gorosito 1996 - Shunsuke Nakamura 1997-2002 i 2010- - Shoji Jo 1997-2001 - Julio Salinas 1997-1998 - Dušan Petković 1997-1998 - Julio César Baldivieso 1997-1998 - Ryuji Michiki 1998-1999 - Jon Andoni Goikoetxea 1998 - Yasuhiro Hato 1999-2004 i 2010-2011 - Yoo Sang-Chul 1999-2000 i 2003-2004 - Atsuhiro Miura 1999-2000 - Hayuma Tanaka 2000-2002 i 2004-2008 - Naohiro Ishikawa 2000-2002 | - Goran Jurić 2000 - Abdeljalil Hadda 2000 - Daisuke Sakata 2001-2010 - Dutra 2001-2006 i 2012-2014 - Yuji Nakazawa 2002- - Daisuke Oku 2002-2006 - Tomoyuki Hirase 2002 - Tatsuhiko Kubo 2003-2006 - Eisuke Nakanishi 2004-2006 - Ahn Jung-Hwan 2004-2005 - Koji Yamase 2005-2010 - Hideo Ōshima 2005-2010 - Magrão 2005-2006 - Takashi Hirano 2006 - Takayuki Suzuki 2007 - Manabu Saitō 2008-2017 |

## Palmarès

### Nissan FC
- Japan Soccer League (1a Divisió):
  - 1988/1989, 1989/1990
- Campionat del Japó de futbol:
  - 1976
- Copa JSL:
  - 1988, 1989, 1990
- Copa de l'Emperador:
  - 1983, 1985, 1988, 1989, 1991
- Recopa asiàtica de futbol:
  - 1991/1992

### Yokohama Marinos
- J. League (Primera fase):
  - 1995
- J. League:
  - 1995
- Recopa asiàtica de futbol:
  - 1992/1993

### Yokohama F.Marinos
- J. League (Primera fase):
  - 2000, 2003, 2004
- J. League (Segona fase):
  - 2003
- J. League:
  - 2003, 2004
- Copa J. League:
  - 2001

## Entrenadors
| Entrenador              | Nac.      | Anys      |
| ----------------------- | --------- | --------- |
| Hidehiko Shimizu        | Japó      | 1993-1994 |
| Jorge Solari            | Argentina | 1995      |
| Hiroshi Hayano          | Japó      | 1995-1996 |
| Xabier Azkargorta       | Espanya   | 1997-1998 |
| Juan Antonio de la Cruz | Espanya   | 1999      |
| Osvaldo Ardiles         | Argentina | 2000-2001 |
| Yoshiaki Shimojo        | Japó      | 2001      |
| Sebastião Lazaroni      | Brasil    | 2001-2002 |
| Yoshiaki Shimojo        | Japó      | 2002      |
| Takeshi Okada           | Japó      | 2003-2006 |
| Takashi Mizunuma        | Japó      | 2006      |
| Hiroshi Hayano          | Japó      | 2007      |
| Takashi Kuwahara        | Japó      | 2008      |
| Kokichi Kimura          | Japó      | 2008-2009 |
| Kazushi Kimura          | Japó      | 2010-2011 |
| Yasuhiro Higuchi        | Japó      | 2012-2014 |
| Erick Mombaerts         | França    | 2015-     |